# Discografia de Scorpions

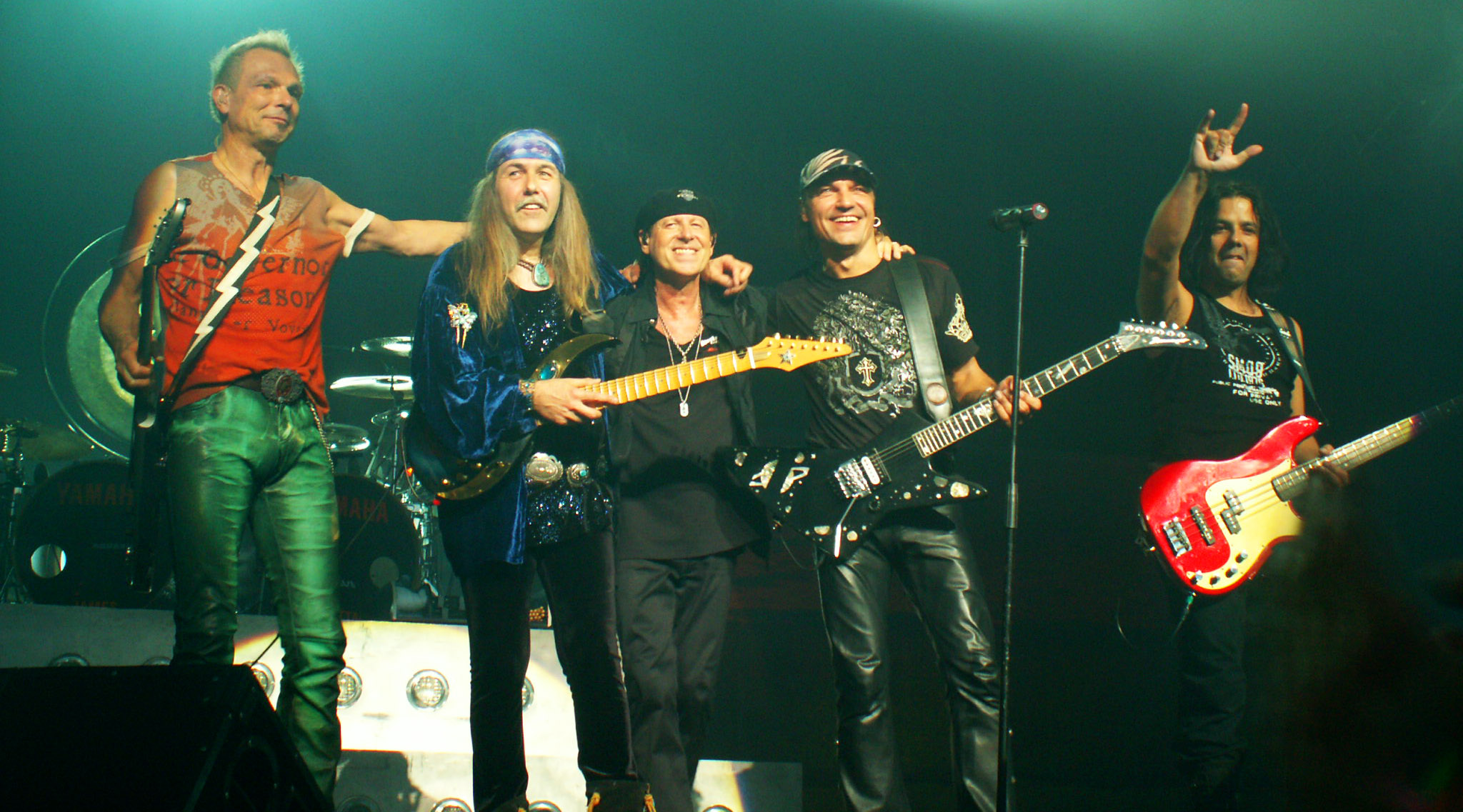
Scorpions el 2007 amb Uli Jon Roth com a convidat

Aquesta és la discografia del grup de música rock i heavy metal alemany Scorpions.

## Discografia

### Àlbums
| Informació de l'àlbum |
| --- |
| Lonesome Crow - Publicat: 1972 - Posicions: - - Certificació de la RIAA: - N/A |
| Fly to the Rainbow - Publicat: 1974 - Posicions: - - Certificació de la RIAA: - N/A |
| In Trance - Publicat: 1975 - Posicions: - - Certificació de la RIAA: - N/A |
| Virgin Killer - Publicat: 1976 - Posicions: - - Certificació de la RIAA: - N/A |
| Taken by Force - Publicat: 1977 - Posicions: - - Certificació de la RIAA: - N/A |
| Tokyo Tapes (en directe) - Publicat: 1978 - Posicions: # 35 Alemanya, # 42 Suècia - Certificació de la RIAA: - N/A |
| Lovedrive - Publicat: 1979 - Posicions: # 55 EUA, # 36 Regne Unit, # 11 Alemanya, # 18 França, # 32 Suècia - Certificació de la RIAA: - Or |
| Animal Magnetism - Publicat: 1980 - Posicions: # 52 EUA, # 23 Regne Unit, # 12 Alemanya, # 37 Suècia - Certificació de la RIAA: - Platinum |
| Blackout - Publicat: 1982 - Posicions: # 10 EUA, # 11 Regne Unit, # 10 Alemanya, # 1 França, # 12 Suècia - Certificació de la RIAA: - Platinum |
| Love at First Sting - Publicat: 1984 - Posicions: # 6 EUA, # 17 Regne Unit, # 6 Alemanya, # 19 Àustria, # 4 França, # 17 Suècia, # 9 Suïssa - Certificació de la RIAA: - 3x Multi-Platinum                                                                                                  |
| World Wide Live (en directe) - Publicat: 1985 - Posicions: # 17 EUA, # 18 Regne Unit, # 4 Alemanya, # 4 Àustria, # 20 França, # 9 Suècia, # 18 Suïssa - Certificació de la RIAA: - Platinum                                                                                                 |
| Savage Amusement - Publicat: 1988 - Posicions: # 5 EUA, # 18 Regne Unit, # 4 Alemanya, # 18 Àustria, # 16 França, # 5 Noruega, # 2 Suècia, # 5 Suïssa - Certificació de la RIAA: - Platinum                                                                                                 |
| Crazy World - Publicat: 1990 - Posicions: # 21 EUA, # 27 Regne Unit, # 1 Alemanya, # 1 Àustria, # 2 França, # 4 Noruega, # 6 Suècia, # 3 Suïssa - Certificació de la RIAA: - 2x Multi-Platinum                                                                                              |
| Face the Heat - Publicat: 1993 - Posicions: # 24 EUA, # 51 Regne Unit, # 4 Alemanya, # 12 Àustria, # 5 França, # 15 Suècia, # 9 Suïssa - Certificació de la RIAA: - N/A |
| Live Bites (en directe) - Publicat: 1995 - Posicions: # 66 Alemanya - Certificació de la RIAA: - N/A |
| Pure Instinct - Publicat: 1996 - Posicions: # 99 EUA, # 8 Alemanya, # 20 Àustria, # 26 França, # 38 Suècia, # 15 Suïssa - Certificació de la RIAA: - N/A |
| Eye II Eye - Publicat: 1999 - Posicions: # 6 Alemanya, # 50 França, # 49 Suïssa - Certificació de la RIAA: - N/A |
| Moment of Glory (amb l'Orquestra Filharmònica de Berlin) - Publicat: 2000 - Posicions: # 3 Alemanya, # 70 França, # 48 Suïssa - Certificació de la RIAA: - N/A |
| Acoustica - Publicat: 2001 - Posicions: # 13 Alemanya, # 46 França, # 35 Suïssa - Certificació de la RIAA: - N/A |
| Unbreakable - Publicat: 2004 - Posicions: # 4 Alemanya, # 30 Àustria, # 42 França, # 14 Suècia, # 19 Suïssa - Certificació de la RIAA: - N/A |
| Humanity: Hour I - Publicat: 2007 - Posicions: # 63 EUA, # 1 Grècia, # 5 Rússia, # 8 Argentina, # 9 Alemanya, # 16 Japó, # 27 Suïssa, # 29 Finlàndia, # 40 Canadà, # 41 Àustria, # 44 Itàlia, # 47 República Txeca, # 59 Espanya, # 91 Holanda, # 97 Mèxic - Certificació de la RIAA: - N/A |
| Sting in the Tail - Publicat: 2010 - Posicions: - - Certificació de la RIAA: - N/A |

### Compilacions
- Best of Scorpions (1978/1984) # 180 EUA
- Rock Galaxy (1980)
- Hot & Heavy (1982)
- Best of Scorpions Vol. 2 (1984) # 175 EUA
- Still Loving You (1 EP: 1 Single) (1984)
- Gold Ballads (1985) # 25 Alemanya
- Best of Rockers 'n' Ballads (1989) # 43 EUA, # 14 Alemanya; Certificació de la RIAA: - Platinum[1]
- Hurricane Rock (Collection 1974-1988) (1990)
- Wind of Change (compilació japonesa) (1991)
- Hot & Slow: The Best of the Ballads (1991)
- Still Loving You (1992) # 18 Alemanya
- Hot & Hard (1993)
- Selection (1993)
- Deadly Sting (1995) # 28 Alemanya
- Born To Touch Your Feelings (1995)
- Deadly Sting: The Mercury Years (1997)
- Hot & Slow: Best Masters of the 70's (1998)
- Master Series (1998)
- Best (1999)
- The Millennium Collection (compilació a l'Àsia) (1999)
- Pictured Life: All The Best (2000)
- 20th Century Masters: The Millennium Collection: The Best of Scorpions (2001)
- Classic Bites / Wind of Change (2002)
- The Essential (2003)
- Bad for Good: The Very Best of Scorpions (2002) # 161 EUA
- Box Of Scorpions (2004)
- The Platinum Collection (2005)
- Gold (2006)
- No. 1's (Col·lecció a Corea) (2006)

### DVD & VHS
- First Sting (1985)
- World Wide Live (1985)
- To Russia With Love (1988)
- Moscow Music Peace Festival (1990)
- Roger Waters The Wall Berlin 1990 (1990)
- Crazy World Tour Live ... Berlin 1991 (1991)
- Moment Of Glory Live (2000)
- Acoustica (2001)
- A Savage Crazy World (2002)
- Unbreakable World Tour 2004: One Night in Vienna (2004)
- Live At Wacken Open Air 2006 (2007)

### Singles
| Any  | Cançó                                                 | U.S. Hot 100 | U.S. Mainstream Rock | Singles del Regne Unit | Singles a Alemanya | Àlbum                                                    |
| ---- | ----------------------------------------------------- | ------------ | -------------------- | ---------------------- | ------------------ | -------------------------------------------------------- |
| 1975 | "In Trance"                                           | -            | -                    | -                      | -                  | In Trance                                                |
| 1976 | "Speedy's Coming"                                     | -            | -                    | -                      | -                  | Fly to the Rainbow                                       |
| 1977 | "Virgin Killer"                                       | -            | -                    | -                      | -                  | Virgin Killer                                            |
| 1977 | "He's A Woman - She's A Man"                          | -            | -                    | -                      | -                  | Taken by Force                                           |
| 1979 | "4 Track E.P. (All Night Long)"                       | -            | -                    | -                      | -                  | Tokyo Tapes                                              |
| 1979 | "Is There Anybody There"                              | -            | -                    | -                      | -                  | Lovedrive                                                |
| 1979 | "Another Piece Of Meat"                               | -            | -                    | -                      | -                  | Lovedrive                                                |
| 1979 | "Is There Anybody There" / "Another Piece Of Meat"    | -            | -                    | 39                     | -                  | Lovedrive                                                |
| 1979 | "Lovedrive"                                           | -            | -                    | 69                     | -                  | Lovedrive                                                |
| 1980 | "Make It Real"                                        | -            | -                    | 72                     | -                  | Animal Magnetism                                         |
| 1980 | "The Zoo"                                             | -            | -                    | 75                     | -                  | Animal Magnetism                                         |
| 1980 | "Hey You"                                             | -            | -                    | -                      | -                  | Animal Magnetism                                         |
| 1980 | "Only A Man"                                          | -            | -                    | -                      | -                  | Animal Magnetism                                         |
| 1982 | "No One Like You"                                     | 65           | 1                    | 64                     | -                  | Blackout                                                 |
| 1982 | "Can't Live Without You"                              | -            | 47                   | 63                     | -                  | Blackout                                                 |
| 1982 | "Now!"                                                | -            | -                    | -                      | -                  | Blackout                                                 |
| 1984 | "Rock You Like a Hurricane"                           | 25           | 5                    | 78                     | -                  | Love at First Sting                                      |
| 1984 | "Still Loving You"                                    | 64           | 36                   | -                      | 14                 | Love at First Sting                                      |
| 1984 | "Big City Nights"                                     | -            | 14                   | 76                     | -                  | Love at First Sting                                      |
| 1984 | "Coming Home"                                         | -            | -                    | -                      | -                  | Love at First Sting                                      |
| 1985 | "No One Like You (en directe)"                        | -            | -                    | -                      | 40                 | World Wide Live                                          |
| 1988 | "Believe In Love"                                     | -            | 12                   | -                      | -                  | Savage Amusement                                         |
| 1988 | "Rhythm Of Love"                                      | 75           | 6                    | 59                     | -                  | Savage Amusement                                         |
| 1989 | "Passion Rules The Game"                              | -            | -                    | 74                     | -                  | Savage Amusement                                         |
| 1989 | "Is There Anybody There" [versió llarga]              | -            | -                    | -                      | -                  | Best of Rockers 'n' Ballads                              |
| 1990 | "I Can't Explain"                                     | -            | 5                    | -                      | -                  | Best of Rockers 'n' Ballads                              |
| 1990 | "Holiday (Remix)"                                     | -            | -                    | -                      | -                  | Best of Rockers 'n' Ballads                              |
| 1990 | "Tease Me, Please Me"                                 | -            | 8                    | -                      | -                  | Crazy World                                              |
| 1991 | "Don't Believe Her"                                   | -            | 13                   | 77                     | -                  | Crazy World                                              |
| 1991 | "Wind of Change"                                      | 4            | 2                    | 53                     | 1                  | Crazy World                                              |
| 1991 | "Wind of Change" [Re-llançament al Regne Unit]        | -            | -                    | 2                      | -                  | Crazy World                                              |
| 1991 | "Send Me an Angel"                                    | 44           | 8                    | 27                     | 5                  | Crazy World                                              |
| 1991 | "Viento De Cambio (Wind Of Change)" [Spanish version] | -            | -                    | -                      | -                  | Crazy World / Viento De Cambio (Wind Of Change) [single] |
| 1992 | "Hit Between the Eyes"                                | -            | 24                   | -                      | -                  | Crazy World / Freejack (banda sonora)                    |
| 1992 | "Ветер Перемен (Wind Of Change)" [versió a Rússia]    | -            | -                    | -                      | 38                 | Crazy World / Ветер Перемен (Wind Of Change) [single]    |
| 1992 | "Still Loving You (Remix)"                            | -            | -                    | -                      | -                  | Still Loving You                                         |
| 1992 | "Living For Tomorrow"                                 | -            | -                    | -                      | -                  | Still Loving You                                         |
| 1993 | "Alien Nation"                                        | -            | 10                   | -                      | 27                 | Face the Heat                                            |
| 1993 | "Woman"                                               | -            | 15                   | -                      | -                  | Face the Heat                                            |
| 1993 | "Under The Same Sun"                                  | -            | 16                   | -                      | 99                 | Face the Heat                                            |
| 1994 | "No Pain No Gain"                                     | -            | -                    | -                      | -                  | Face the Heat / No Pain No Gain [single]                 |
| 1995 | "Edge Of Time"                                        | -            | -                    | -                      | -                  | Deadly Sting / Live Bites                                |
| 1995 | "White Dove"                                          | -            | -                    | -                      | 18                 | Live Bites                                               |
| 1995 | "In Trance" [Estudi/en directe]                       | -            | -                    | -                      | -                  | Live Bites / In Trance                                   |
| 1996 | "You And I"                                           | -            | -                    | -                      | 22                 | Pure Instinct                                            |
| 1996 | "Wild Child"                                          | -            | 19                   | -                      | -                  | Pure Instinct                                            |
| 1996 | "Does Anyone Know"                                    | -            | -                    | -                      | 81                 | Pure Instinct                                            |
| 1996 | "When You Came Into My Life"                          | -            | -                    | -                      | 97                 | Pure Instinct                                            |
| 1997 | "Where The River Flows"                               | -            | -                    | -                      | 97                 | Pure Instinct                                            |
| 1997 | "Over The Top"                                        | -            | -                    | -                      | -                  | Deadly Sting: The Mercury Years                          |
| 1999 | "To Be No. 1"                                         | -            | -                    | 168                    | 55                 | Eye II Eye                                               |
| 1999 | "Mysterious"                                          | -            | 26                   | -                      | -                  | Eye II Eye                                               |
| 1999 | "10 Light Years Away"                                 | -            | -                    | -                      | -                  | Eye II Eye                                               |
| 1999 | "Aleyah"                                              | -            | -                    | -                      | -                  | Eye II Eye                                               |
| 1999 | "Love Is Blind"                                       | -            | -                    | -                      | -                  | Best                                                     |
| 1999 | "Still Loving You" / "Love Is Blind"                  | -            | -                    | -                      | -                  | Best                                                     |
| 2000 | "Eye II Eye"                                          | -            | -                    | -                      | -                  | Eye II Eye                                               |
| 2000 | "Moment of Glory"                                     | -            | -                    | -                      | 67                 | Moment of Glory                                          |
| 2000 | "Hurricane 2000"                                      | -            | -                    | -                      | -                  | Moment of Glory                                          |
| 2000 | "Here In My Heart"                                    | -            | -                    | 113                    | -                  | Moment of Glory                                          |
| 2001 | "When Love Kills Love"                                | -            | -                    | -                      | -                  | Acoustica                                                |
| 2004 | "Miracle"                                             | -            | -                    | -                      | -                  | Download only                                            |
| 2004 | "Love 'Em Or Leave 'Em"                               | -            | -                    | -                      | -                  | Unbreakable                                              |
| 2004 | "You Are the Champion" (Scorpions & Michael Kleitman) | -            | -                    | -                      | 92                 | You Are the Champion [single]                            |
| 2007 | "Humanity"                                            | -            | -                    | -                      | -                  | Humanity - Hour 1                                        |
| 2007 | "Love Will Keep Us Alive"                             | -            | -                    | -                      | -                  | Humanity - Hour 1                                        |